# Heidum Bernadett
Heidum Bernadett (Budapest, 1988. május 26. –) Európa-bajnok magyar rövidpályás gyorskorcsolyázó.

## Sportpályafutása
A heerenveeni rövidpályás gyorskorcsolya Eb-n összetettben, 1000 m-en és a 3000 m-es magyar női váltó tagjaként is a második helyen végzett, míg 500 m-en bronzérmet szerzett.
2011 januárjában a törökországi Erzurumban rendezett téli Universiadén – a magyar női váltó tagjaként – bronzérmet szerzett, azonban a decemberi – japán Nagojában zajló – világkupa negyeddöntőjében kiesett, így összesítésben a 16. helyen zárt 1000 méteren; míg egy héttel később, a sanghaji világkupán 1500 méteren a nyolcadik helyen végzett.
Az olaszországi Trentóban zajló XVI. téli universiadén – 2013 decemberében, 2:30,545 perces idővel – 1500 méteren ezüstérmet nyert, míg a 3000 méteres távon a női váltó tagjaként – Keszler Andrea, Kónya Zsófia és Lajtos Szandra csapattársaként – bronzérmet.
2014 januárjában, a Drezdában zajló rövidpályás gyorskorcsolya Eb 1500 méteres egyéni versenyében ezüstéremmel zárt, míg a 3000 méteres váltó tagjaként megszerezte a bronzérmet. 1000 méteren, illetve a 3000 méteres szuperdöntőben a negyedik, így összetettben szintén a negyedik helyen végzett.
Az olimpián 1000 méteren helyezetlen, 1500 méteren kilencedik, a váltóval hatodik lett.
A 2014-es világbajnokságon 1500 méteren 14., 500 méteren 18., 1000 méteren nyolcadik lett.
A 2018-as téli olimpián a 3000 méteres női váltó tagjaként negyedik helyet szerzett.
2018. március 28-án – Instagram-posztjában – jelentette be, hogy visszavonul, s ezzel a montreali világbajnokság volt az utolsó versenye.

## Elismerései
- 2010: Magyar Köztársasági Bronz Érdemkereszt
- Az év magyar gyorskorcsolyázója (2008, 2009, 2010, 2011, 2012, 2014, 2015[16])

## Tanulmányai
A Budapesti Kommunikációs és Üzleti Főiskola hallgatója.